# Lipót Herman
Lipót Herman (n. 24 aprilie 1887, Sânnicolau Mare – d. 1 iulie 1972, Budapesta) a fost un pictor maghiar, elev al lui Ede Balló.

## Studiile
1. ↑  Lipot Herman (în engleză), Benezit Dictionary of Artists
2. 1 2  Lipót Herman, Autoritatea BnF
3. ↑  RKDartists, accesat în 22 august 2017
4. ↑  Lipót Herman, RKDartists, accesat în 9 octombrie 2017
5. ↑  RKDartists, accesat în 2 martie 2018